# Ethan Katzberg
Ethan Katzberg (Nanaimo, 5 de abril de 2002) é um atleta canadense, campeão olímpico e mundial  do lançamento de martelo.
Ele foi medalha de ouro na modalidade no Campeonato Mundial de Atletismo de 2023 em Budapeste, Hungria.  Em Paris 2024 sagrou-se campeão olímpico com um lançamento de 84,12 m, a segunda melhor marca olímpica desde os anos 1980.